# Petr Garabík
Petr Garabík (Jeseník, 1 de enero de 1970) es un deportista checo que compitió en biatlón. Ganó una medalla de plata en el Campeonato Mundial de Biatlón de 1995, en la prueba de 10 km equipos.

## Palmarés internacional
| Campeonato Mundial | Campeonato Mundial | Campeonato Mundial | Campeonato Mundial |
| Año                | Lugar              | Medalla            | Prueba             |
| ------------------ | ------------------ | ------------------ | ------------------ |
| 1995               | Antholz (Italia)   | Medalla de plata   | Equipo             |